# 索马里签证政策
索马里签证政策介绍索马里签证的获得与使用。根据该国法律，所有国家的公民都需要签证来入境索马里。

## 落地签证
任何国家的公民都在下列机场可以获得停留期30天的落地签证：
- 班达卡西姆国际机场（博萨索）
- 加罗韦机场（英语：Garowe Airport）（加罗韦）
- 阿卜杜拉希·优素福机场（英语：Abdullahi Yusuf Airport）（加勒卡约）
- 亚丁·阿德国际机场（摩加迪沙）
- 基斯马尤机场（英语：Kismayo Airport）（基斯马尤）

## 索马里兰与邦特兰
索马里兰与邦特兰有不同的签证政策。邦特兰政府在其辖区的入境口岸向外国人签发签证。